# Geolino
Geolino (Eigenschreibweise GEOlino) ist ein Kindermagazin von Geo, von Gruner + Jahr, das seit 2022 zu RTL gehört und 1996 gegründet wurde. Es schreibt viel über Umwelt und Menschenrechte, jedoch nicht nur über diese Themen. Das Magazin wurde mit der Rudolf-Diesel-Medaille ausgezeichnet.

## Geschichte

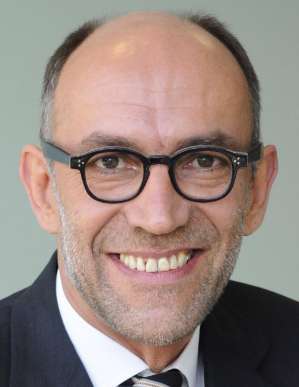
Peter-Matthias Gaede

Anlässlich des 50. Geburtstag von UNICEF plante Gruner & Jahr die Herausgabe eines Sonderheftes zum Thema Kinder. Schließlich entschied man sich in der Geo-Redaktion, das Heft auch für Kinder zu schreiben. So erschien am 11. November 1996 das 138 Seiten starke Geo für Kinder.
Nach der Veröffentlichung erhielt die Geo-Redaktion so viele Briefe der Lesenden dieses Sonderheftes mit dem Wunsch, Geolino weiterzuführen, dass Ende des Jahres 1997 ein weiteres Heft (90 Seiten) mit der Einleitung „So, und nun geht’s richtig los!“ erschien. Geolino hatte zum damaligen Zeitpunkt 14.300 Abonnenten. 1998 folgten vier Ausgaben mit 90 Seiten und eine Ausgabe mit über 100 Seiten sowie eine Weihnachtsausgabe. Im Jahr 1999 folgten sechs Ausgaben in ähnlicher Seitenstärke. Auch 2000 erschien Geolino alle zwei Monate Hefte, ab 2001 monatlich mit jeweils mindestens 76 Seiten. Die Zeitschrift zählte nun bereits 170.000 Abonnenten. Bis 2001 waren die Titelbilder der Hefte gemalt, doch als das Geolino-Team für den Hauptartikel, dessen Thema „Der Hai“ war, ein Foto mit einem Hai, der aussah, als würde er grinsen, fand, und das Bild, weil es lustiger war, genommen wurde, kam durch eine Leserumfrage heraus: Nur 60 der 500 Befragten sagten, dass die Zeichnungen besser seien – Ab dann wurden als Titelbilder Fotos gewählt und Geolino gewann 20.000 Leser dazu. Im November 2001 wurde Geolino kritisiert, weil sie Zeichnungen von UNICEF veröffentlichten, die mit „Das Leben ist schön, wenn man nicht so genau hinsieht“ betitelt waren. Wenn man genau hinschaute, sah man Kinder, die geschlagen wurden, stahlen und andere ähnlich verstörende Szenen. Geolino und UNICEF wollten auf die schlimme Situation von manchen Kindern der Welt hinweisen, viele beschwerten sich, dass sich ihre Kinder sehr erschreckt hatten. Nachdem der Comic Lino, Matz und Mikke, den es von 1999 an gab und in dem Lino (ein Roboter, das frühere Maskottchen von Geolino), Matz und Mikke durch die Zeit reisten, mehrfach ausgesetzt worden war, wurde er im November 2006, einem Jubiläumsheft, durch Lotta Überall, einer Geschichte von Lotta Überall, einem Mädchen aus Neustadt, die ihre Verwandten sucht, endgültig ersetzt. In der Zwischenzeit wurde die Seitenanzahl der Geolino-Hefte kurz verlängert und dann auf 74 Seiten berschränkt. 2006 bekam Geolino außerdem eine neue Chefredakteurin: statt früher Peter-Matthias Gaede wurde Kirsten Bertrand Chefredakteurin; 2007 wurde es für zwölf Jahre Martin Verg. Nach ihm wurde Dr. Gerd Brüne, dann Bernd Hellermann Chefredakteur. Seit 2018 gibt es die Hefte 13 Mal im Jahr. 2019 gab es das erste Geolino-Live-Konzert, im Jahr 2020 wurde der Geolino-Podcast eingeführt. 2021 feierte Geolino sein 25-jähriges Bestehen. Rubriken wurden umgetauscht, entfernt oder hinzugefügt. Im Januar 2022 wurde ein Witz in jedem Heft eingeführt, Geolino kommentierte, dass die Leserinnen und Leser sie „weichgekocht“ hätten. Seit Jahren wünschten sie sich eine Witze-Seite. Am 11. Januar wurde bekannt, dass Gruner und Jahr, in dem Geolino immer erschien, von RTL Deutschland gekauft wurde. Am 6. August 2021 wurde der Plan des Kaufes bekannt, für das RTL 230 Millionen Euro zahlte und am 11. Januar war die Übernahme abgeschlossen.

## Erscheinungsrhythmus
| 1996-1997 | 1998 | 1999-2000 | 2001-2017 | 2018-   |
| --------- | ---- | --------- | --------- | ------- |
| jew. 1    | 4    | jew. 6    | jew. 12   | jew. 13 |

## Herausgebende, Chefredakteurinnen und Chefredakteure

### Herausgebende
- 2006–2014[11]: Peter-Matthias Gaede (auch Gründer)[12]
- mindestens ab 2017–2018: Dr. Gerd Brüne[12]
- 2018–             : Bernd Hellermann[12]

### Chefredakteure und -redakteurinnen
- 1996–2006: Peter-Matthias Gaede[4]
- 2006–2007: Kirsten Bertrand[5]
- 2007–2020: Martin Verg[7][6]
- 2020–        : Bernd Hellermann[7]

## Logos

Geolino-Logo 2004–2017

Geolino-Logo 2017–2021

Das erste Logo von Geolino wurde im Januar 2003 verändert. Im September 2004, Juli 2016 (anlässig des 20. Geburtstages) und im April 2021 gab es weitere Änderungen.

## Rubriken
Vor allem früher fand man nicht immer jede einzelne Rubrik in jedem einzelnen Heft. In der nachfolgenden Tabelle sind nur die Rubriken aufgeführt, die über einen längeren Zeitraum in den Heften auftauchten und auch gleich hießen.
| Jahr                      | Artikel                                                      | Beschreibung                                                                                  |
| ------------------------- | ------------------------------------------------------------ | --------------------------------------------------------------------------------------------- |
| 1996–                     | Menschenskinder                                              | Artikel von Kindern aus aller Welt                                                            |
| 1996–                     | Unicef                                                       | Artikel über Kinder, denen von Unicef geholfen wurde                                          |
|                           | Bilderrätsel                                                 | Fehler in Bildern finden                                                                      |
| 1997–2000                 | Berufe – Was ich einmal werden möchte                        | Berufsideen                                                                                   |
| 1998–                     | Kurz & Fündig/Was gibt’s neues?/Für euch/GEOlino Tipps/Tipps | Bücher-, Unternehmungs-, Kinotipps                                                            |
| 1999–2006                 | Lino, Matz und Mikke                                         | Comic über Geschichtliche Ereignisse                                                          |
| 2000–?                    | Wieso? Weshalb? Warum?/Gute Frage:/Dr.Albaum antwortet       | Fragen (von Leserinnen und Lesern) (Bsp. Warum brodelt Wasser, wenn es heiß wird?)            |
| 2000–                     | Zwei Seiten Rätselhaft/Wer kriegt’s raus?/Rätselwelt/Rätsel  | Rätsel                                                                                        |
| 2002–                     | Planet Lino/Planetlino                                       | (kuriose) Nachrichten aus aller Welt                                                          |
| 2005–? (alle zwei Monate) | Eure Meinung zählt!                                          | Umfragen zu Themen                                                                            |
| 2006–2008                 | Lotta Überall                                                | Comic                                                                                         |
| 2008–2020                 | Redaktion Wadenbeißer                                        | Rätselcomic                                                                                   |
| 2016–2021                 | Gib mir 5                                                    | Fünf Fakten zu einem Thema                                                                    |
| 2016–                     | Wie wir die Welt retten!                                     | Rubrik, die Aktionen von Kindern vorstellt, die versuchen, der Welt mit irgendetwas zu helfen |
| 2016–                     | Leckerbissen/Rezepte                                         | Rezepte                                                                                       |
| 2016–                     | Werkstatt                                                    | Bastelanleitungen                                                                             |
| 2021–                     | Wilde Welt                                                   | LustigeTierbilder mit kurzen Infos                                                            |
| 2021–                     | Checker Tobi                                                 | Fünf Checkerfragen und Antworten                                                              |
| 2021– (unregelmäßig)      | Ins Netz gegangen                                            | Artikel über Medien                                                                           |
| 2021–                     | Detektei für knifflige und hoffnungslose Fälle (DKHF)        | Rätselgeschichten                                                                             |

Außerdem gibt es einen immer Einleitungstext, Leserbriefe und eine Vorschau in Geolino.

## „Geolino“ Hör-Bibliothek
Von Juni 2007 bis März 2015 erschienen vertonte Geolino extra Hefte in Hörbuchform. Begleitet von Sprechern wie Martin Baltscheit, Tanja Gerke u. a. führte Wigald Boning durch die Hörbücher. Es wurden Hörbücher von Der wilde Westen und Das alte Rom bis Magische Welten, Das Universum und Raubtiere herausgegeben. Insgesamt erschienen 30 CDs.

## „Geolino Live“
Jährlich findet seit 2019 ein Geolino-Live-Konzert statt, unterstützt von Unicef und der deutschen Bahn.

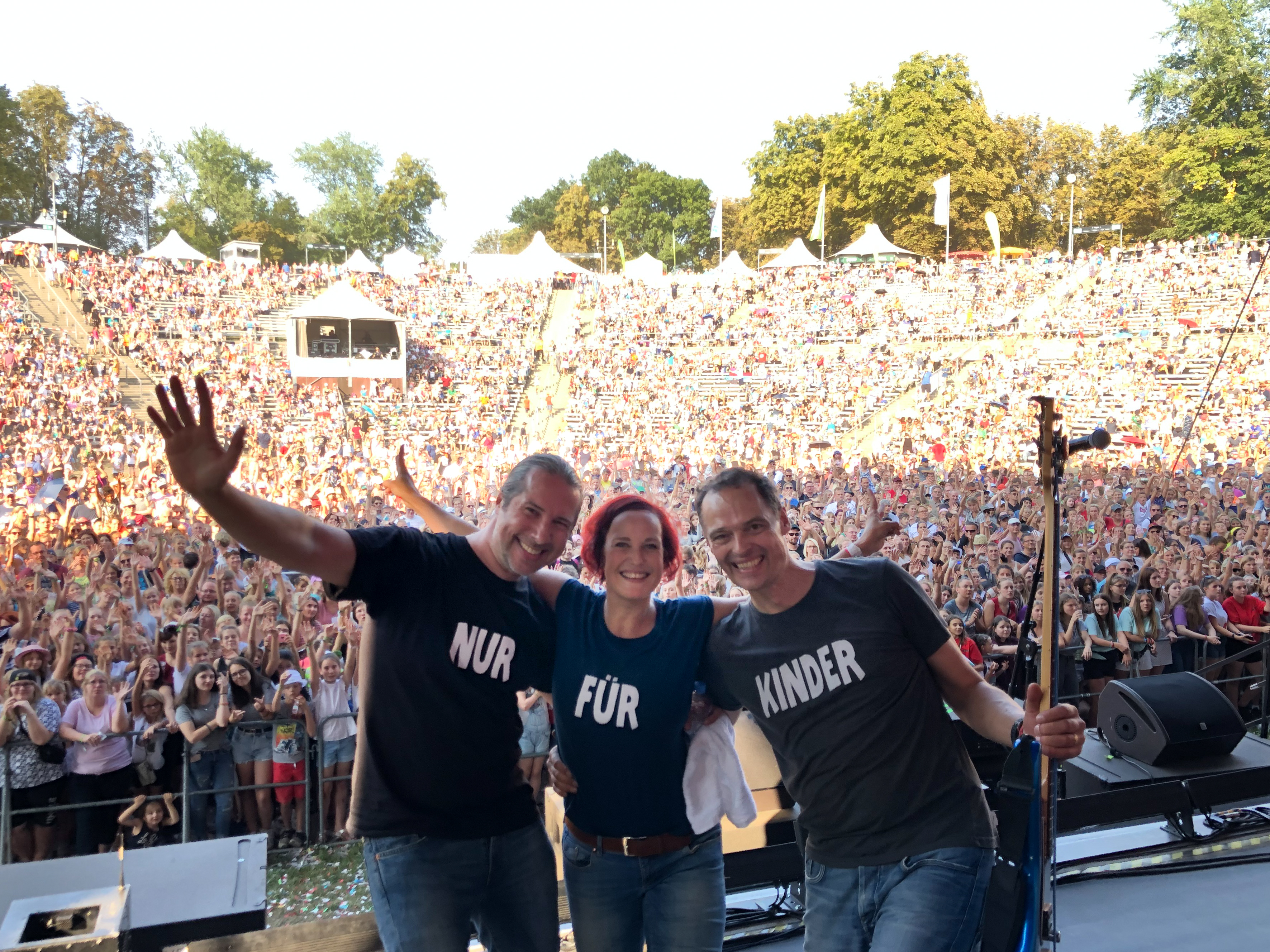
3Berlin beim Geolino Live 2019

25.08.2019: Das Konzert fand auf der Parkbühne Wuhlheide mit 14.200 Zuschauenden statt. Unter anderem traten Die Lochis, Lea, Volker Rosin, Bürger Lars Dietrich, 3Berlin und Hanna Batka unter dem Motto „30 Jahre Kinderrechte“ auf.
1.03.2020 (online): Das Geolino-Live-@-Home-Konzert fand wegen der Corona-Pandemie statt. Es sollte ein Trost für das nicht stattfindende Konzert am 30. August 2020 sein und konnte online gestreamt werden. Mit dabei waren HerrH und 3Berlin. Moderiert wurde das Konzert von Tobias Krell, besser bekannt als Checker Tobi.
30.08.2020 (abgesagt): Wegen der Corona-Pandemie wurde dieses Konzert für die Parkbühne abgesagt. Gekaufte Tickets konnten storniert werden oder für das letztendlich auch nicht stattfindende Geolino Live 2021 (deswegen für das von 2022) auf der Parkbühne benutzt werden.
30.08.2020 : Dieses Geolino-Live-@-Home-Konzert fand wegen der Corona-Pandemie statt. Auch das sollte ein Trost für das abgesagte Freilicht-Konzert (am gleichen Tag geplant) sein. Mit dabei waren Glasperlenspiel, Volker Rosin und YouNotUs. Auch dieses @-Home-Konzert konnte online gestreamt werden und wurde anmoderiert von Tobias Krell.
6.12.2020 (online): Dieses Geolino-Live-@-Home-Konzert fand wegen der Corona-Pandemie statt. Auch dieses Konzert sollte ein Trost für das abgesagte Freilicht-Konzert sein und konnte online gestreamt werden. Mit dabei waren Tom Gregory, Saskia Süß, Michael Schulte und Dikka. Tobias Krell hat auch dieses Konzert moderiert.
29.08.2021 (abgesagt): Dieses Konzert wurde wegen der Corona-Pandemie auf den 26. September verschoben. Mit dabei sollten unter anderem Deine Freunde, Glasperlenspiel, Donikkl und herrH sein. Auch diesmal konnten gekaufte Karten storniert werden oder für das nächste Geolino Live 2022 auf der Parkbühne benutzt werden.
21.09.2021 (für eine kleine Gruppe): Alle Geolino-live-on-tour-Konzert fand wegen der Corona-Pandemie nur für eine kleine Gruppe statt (in dem Fall für eine Schulklasse). Dieses war das erste von drei Geolino-live-on-tour-Veranstaltungen. Geolino live on tour wurde veranstaltet, um auch in diesem Jahr Kinderrechte zu feiern. Man konnte sich online für dieses Konzert bewerben. Das Wohnzimmerkonzert wurde von Michael Schulte in Berlin gegeben und Ausschnitte davon sind online.
26.09.2021 (abgesagt): Dieses Konzert wurde wegen der Corona-Pandemie auch abgesagt. Mit dabei sollten wie im vorigen Monat unter anderem Deine Freunde, Glasperlenspiel, Donikkl und herrH sein. Auch diesmal konnten gekaufte Karten storniert werden oder für das nächste Geolino Live 2022 auf der Parkbühne benutzt werden.
4.11.2021 (für eine kleine Gruppe): Alle Geolino-live-on-tour-Konzerte fanden wegen der Corona-Pandemie nur für eine kleine Gruppe statt (in dem Fall für 13 Schüler/-innen). Dieses war das zweite von drei Geolino-live-on-tour-Veranstaltungen. Geolino live on tour wurde veranstaltet, um auch in diesem Jahr Kinderrechte zu feiern. Man konnte sich online für dieses Konzert bewerben. Das Konzert in einem Hausboot wurde von Dikka in Hamburg gegeben und Ausschnitte davon sind online.
6.12.2021 (für eine kleine Gruppe): Alle Geolino-live-on-tour-Konzerte fanden wegen der Corona-Pandemie nur für eine kleine Gruppe statt (in dem Fall für 14 Schüler/-innen). Dieses war das Finale der drei Geolino-live-on-tour-Veranstaltungen. Geolino live on tour wurde veranstaltet, um auch in diesem Jahr Kinderrechte zu feiern. Man konnte sich online für dieses Konzert bewerben. Das Konzert in dem RTL Audio Center Berlin wurde von Lea, Luna und Dikka in Berlin gegeben und Ausschnitte davon sind online.

## „Geolino Spezial – der Wissenspodcast für junge Entdeckerinnen und Entdecker“
Am Anfang der Coronapandemie erschien der erste Podcast von Geolino. Damals hieß er noch Geolino Spezial: Gemeinsam gegen Corona, von der Idee bis zur ersten Folge vergingen nur zwei Tage. Damals wurde jeden Tag eine neue Folge veröffentlicht mit einem Thema und den Rubriken Nachricht des Tages und Witz des Tages. Nach der Sommerpause 2020 wurde das Konzept umgeändert: Es gibt seitdem fast immer vier Folgen zu einem Thema wie zum Beispiel Säugetiere oder Eiszeit. Außerdem gibt es den Podcast seitdem nur noch mittwochs und ohne die Rubrik Nachricht des Tages. Moderiert wird der Podcast von Ivy Haase.
- Moderation: Ivy Haase
- Sprecher: Tim Pommerenke
- Redaktion und Skript: Bernadette Schmidt, Simone Müller, Nadine Uhe
- Faktencheck: Matthias Albaum
- Redaktionelle Leitung: Rosemarie Wetscher[24]

Der frühere Sprecher der Infotexte war Jens Mayer.
Alle Folgen können unter anderem auf Website von geolino.de nachgehört werden.

## „Geolino TV“
Basierend auf dem Kindermagazin gab es vom 19. März 2022 an mit Geolino TV eine von Super RTL Wissens- und Abenteuersendung. Maria Meinert und Moritz Bäckerling präsentierten das TV-Format mit Younes Zarou und vermittelten laut Super RTL Themen aus den Bereichen Umwelt, Nachhaltigkeit, Natur, Tiere, Wissenschaft und Technik. Darüber hinaus gab es auch Beiträge, in denen Kinder ihre außergewöhnlichen Hobbys und besonderen Interessen vorstellen konnten. Das Kindermagazin wurde samstags und sonntags auf Super RTL ausgestrahlt. Es gab 20 Folgen.

## Ableger

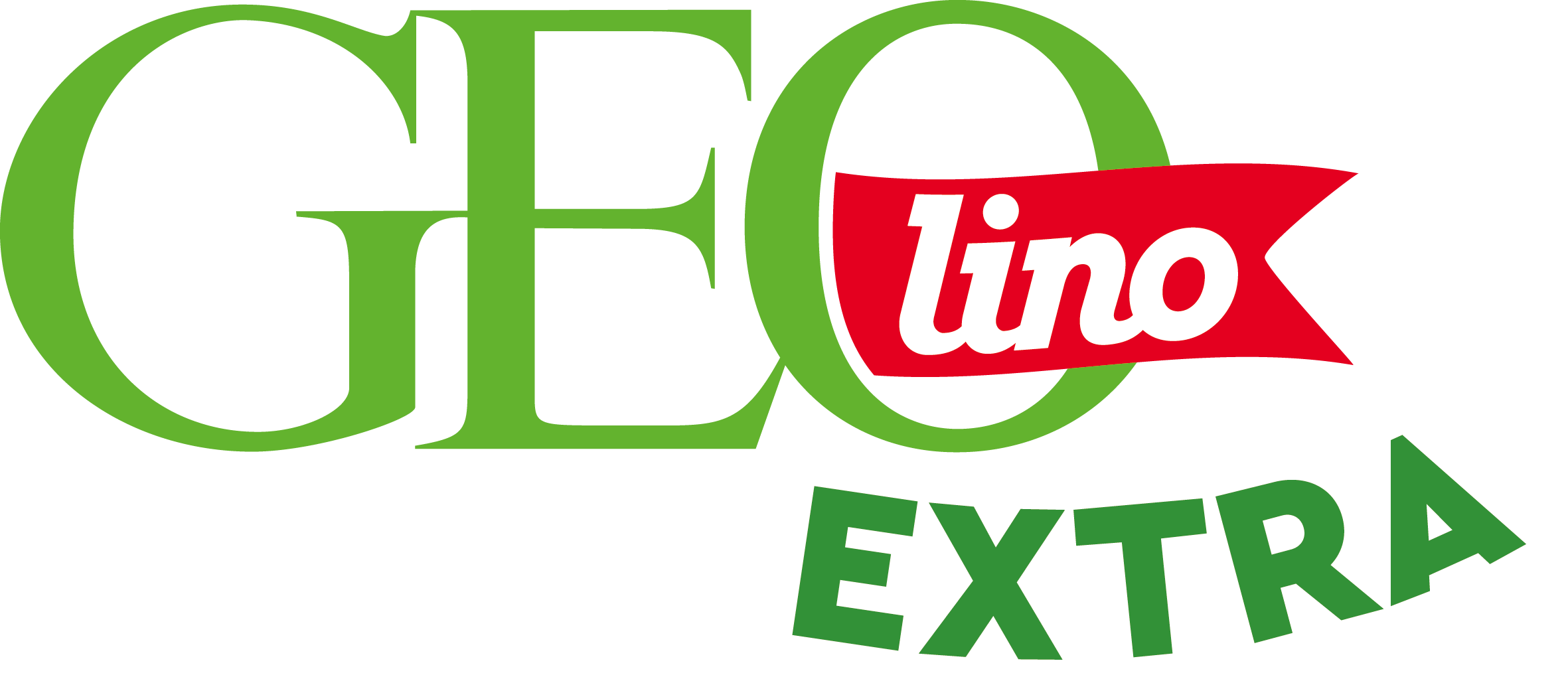
Geolino-Extra-Logo 2021-

Die folgenden Ableger gab oder gibt es:

### „Geolino Extra“
| Erscheinungsjahr        | 2002 |
| Seitenzahl              | früher: ca. 100 Seiten jetzt: ca. 80 Seiten |
| Erscheinungsrhythmus    | früher: halbjährlich jetzt: 2-monatlich |
| Auszeichnungen          | Lammsbräu-Nachhaltigkeitspreis (für „Wie wir die Welt retten“) Begründung: Kinder wurden in außergewöhnlicher Weise [sensibilisiert]                                                                                     |
| Konzept                 | Es wird immer über ein Thema wie zum Beispiel über „Ozeane“, „Afrika“, „Wikinger“ oder „Die spannende Welt der Tiere“ ein Heft mit vielen Artikeln herausgebracht.                                                       |
| Beschreibung von Geo.de | „In GEOlino Extra tauchen die Leserinnen und Leser in jeder Ausgabe in ein einziges Thema ein. Auf 90 Seiten reihen sich spannende Reportagen an beeindruckende Bildstrecken, Interviews, Rätsel und Bastelanleitungen.“ |

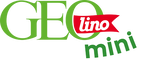
Geolino-Mini-Logo 2021-

### „Geolino Mini“ (früher „Geo Mini“) (ab 5 Jahren)
| Erscheinungsjahr        | 2009 |
| Seitenzahl              | ca. 40 Seiten |
| Erscheinungsrhythmus    | monatlich |
| Auszeichnungen          | |
| Konzept                 | Ähnlich wie Geolino aufgebaut – nur für jüngere Kinder. Grashüpfer Georg und seine Freunde führen durch die Hefte |
| Beschreibung von Geo.de | „GEOlino Mini ist der Einstieg in die Welt des guten Journalismus für Kinder. Mit einer großen Bandbreite an Themen – vom Tierporträt bis zum Basteltipp – richtet sich das Mitmach-Magazin an neugierige Kinder von 5 bis 8 Jahren, die ihre ersten Schritte als Leserinnen und Leser machen.“ |

### „Geolino Zeitreise“
| Erscheinungsjahr        | 2016 (anlässig des 20. Geburtstages von Geolino zum ersten Mal erschienen) |
| Auflösungsjahr          | 2018 (insgesamt sechs Hefte erschienen) |
| Seitenzahl              | ca. 80 Seiten |
| Erscheinungsrhythmus    | alle 2 bis 3 Monate |
| Auszeichnungen          | International Creative Media Award |
| Konzept                 | Es wurden Hefte über Themen aus vergangenen Zeiten wie zum Beispiel „Nationalsozialismus“ herausgegeben |
| Beschreibung von Geo.de | „Der Name ist Programm: GEOlino Zeitreise nimmt junge Leser zwischen 9 und 13 Jahren mit in vergangene Epochen. Klar und verständlich erzählt jede Ausgabe Geschichte in spannenden Geschichten – von den alten Ägyptern bis zum Fall der Berliner Mauer.“ |

### „Geolino Leckerbissen“
| Erscheinungsjahr        | 2016 (anlässig des 20. Geburtstages von Geolino zum ersten Mal erschienen) |
| Auflösungsjahr          | 2017 (insgesamt vier Hefte erschienen) |
| Seitenzahl              | ca. 50 Seiten |
| Erscheinungsrhythmus    | jede Jahreszeit |
| Auszeichnungen          | |
| Konzept                 | In den Leckerbissen-Heften wurden Rezepte bzw. Geschichten, die mit Essen zu tun haben, aufgeschrieben.                                                                                   |
| Beschreibung von Geo.de | „Frische Ware aus der GEOlino-Redaktion! Das Kinder-Kochmagazin richtet sich an Mädchen und Jungen ab acht Jahren, die Spaß haben am Schnippeln, Rühren, Kneten, Backen, Braten, Kochen.“ |

### „Geolino Machbuch“ und „Geolino Rätselheft“
| Erscheinungsjahr        | 2014 |
| Auflösungsjahr          | 2017 (insgesamt fünf Hefte erschienen) |
| Seitenzahl              | ca. 50 Seiten |
| Erscheinungsrhythmus    | kein Rhythmus |
| Auszeichnungen          | |
| Konzept                 | In den Machbuch-Heften wurden die besten Rätsel, Bastelanleitungen, Spiele und/oder ähnliche Dinge zum „Machen“ aus Geolino in Hefte zusammengefasst. Im Rätselheft sind nur Rätsel aus Geolino, das Heft ist als letztes erschienen.                             |
| Beschreibung von Geo.de | „Der Name ist Programm! In der Reihe GEOlino Machbuch erscheinen in lockerer Folge Hefte, bei denen es ums Machen geht: Rezepte und Geschenketipps zu Weihnachten, im Herbst verrückte Halloween-Tipps und knifflige Rätsel, um die Hirnzellen frisch zu halten.“ |

### „Geolino Ferienheft“
| Erscheinungsjahr        | 2019 |
| Seitenzahl              | erstes Heft: 62 Seiten ab dann: 66 Seiten                                                                           |
| Erscheinungsrhythmus    | jährlich (Sommerferien)                                                                                             |
| Auszeichnungen          | |
| Konzept                 | Es werden Aktionen und Artikel für die Ferien, Basteltipps und andere Dinge für die Ferien in einem Heft gebündelt. |
| Beschreibung von Geo.de | „Jetzt neu: Die Ferienausgabe von GEOlino!“                                                                         |

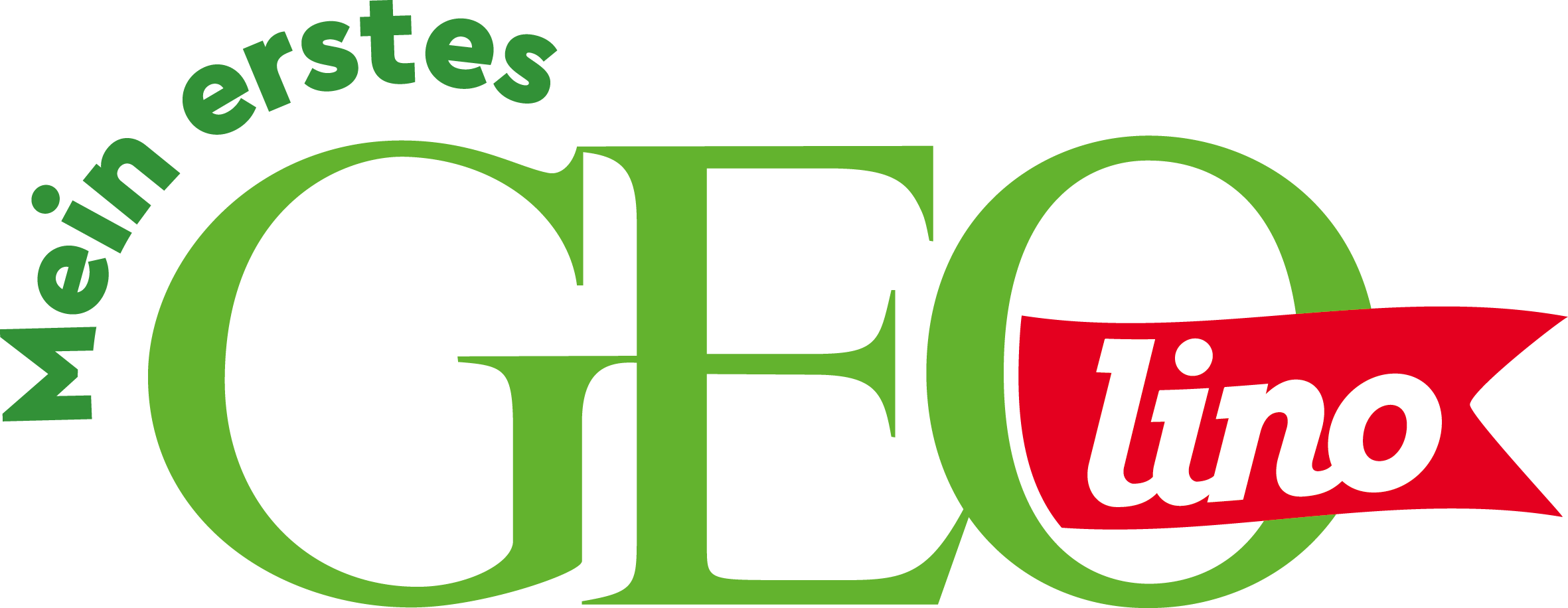
Mein-erstes-Geolino-Logo 2021-

### „Mein erstes Geolino“ (ab 3 Jahren)
| Erscheinungsjahr        | 2021 |
| Seitenzahl              | ca. 30 Seiten |
| Erscheinungsrhythmus    | alle 2 Monate |
| Auszeichnungen          | |
| Konzept                 | In diesen Heften gibt es Rätsel, Ausmalbilder und kleine Artikel für kleine Kinder. In jeder Ausgabe ist außerdem ein Erlebnis von Lu, einem Fuchs, der durch die Hefte führt und seinen Freunden zu finden. |
| Beschreibung von Geo.de | „Mein erstes GEOlino ist der Einstieg in die Welt des guten Journalismus für Kinder ab drei Jahren – Ein Magazin zum Vorlesen, Erklären, Anregen und Mitspielen.“                                            |